# NGC 7331銀河群
NGC 7331銀河群(NGC 7331 Group)は、ペガスス座に位置する銀河群である。最も明るい銀河は、渦巻銀河NGC 7331である。Deer Lick Groupとも呼ばれる。